# Schöppingen
Schöppingen est une commune de Rhénanie-du-Nord-Westphalie (Allemagne), située dans l'arrondissement de Borken, dans le district de Münster.

## Galerie

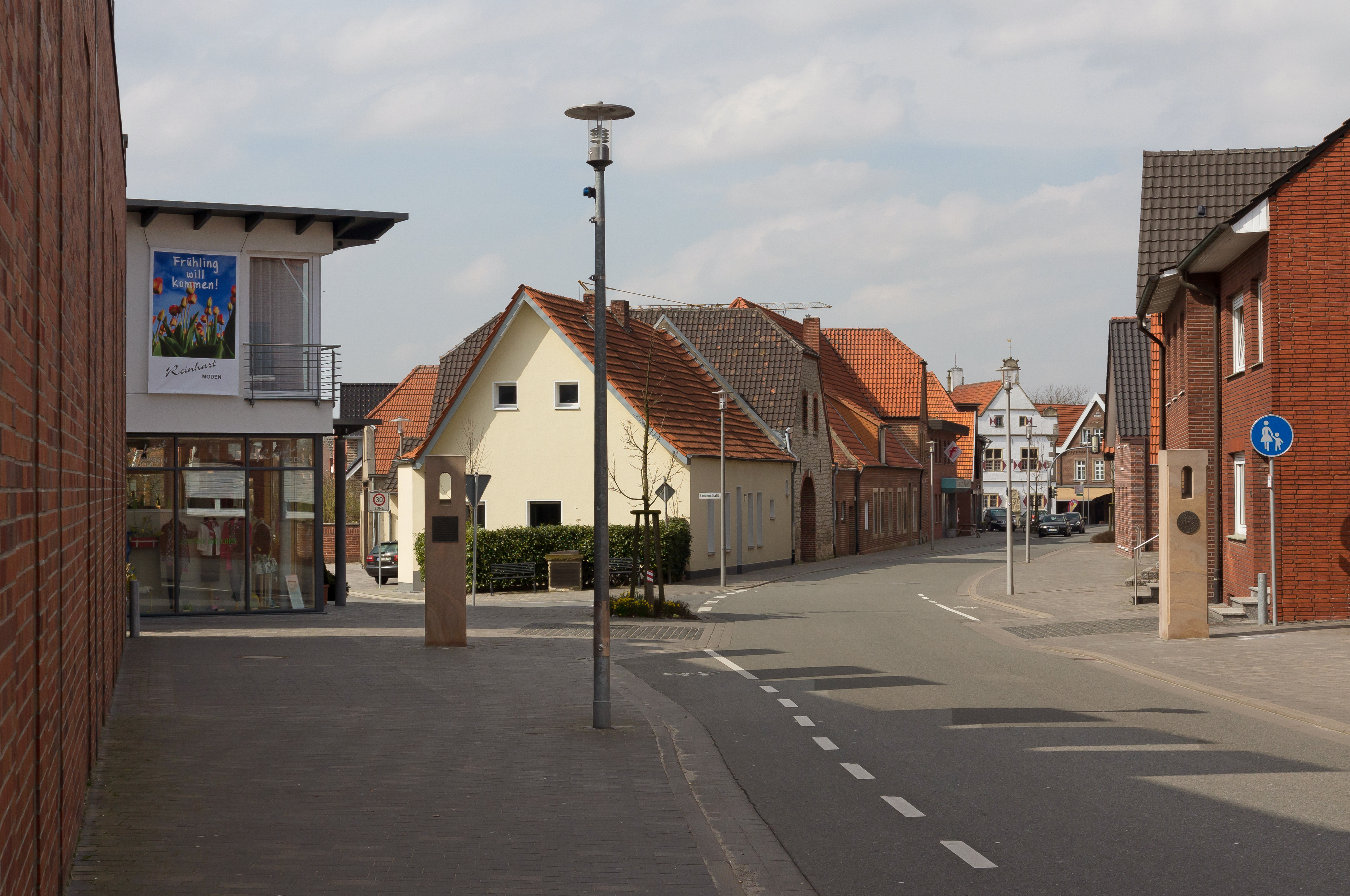
Schöppingen, vue dans la rue: die Hauptstrasse près der Lindenstrasse
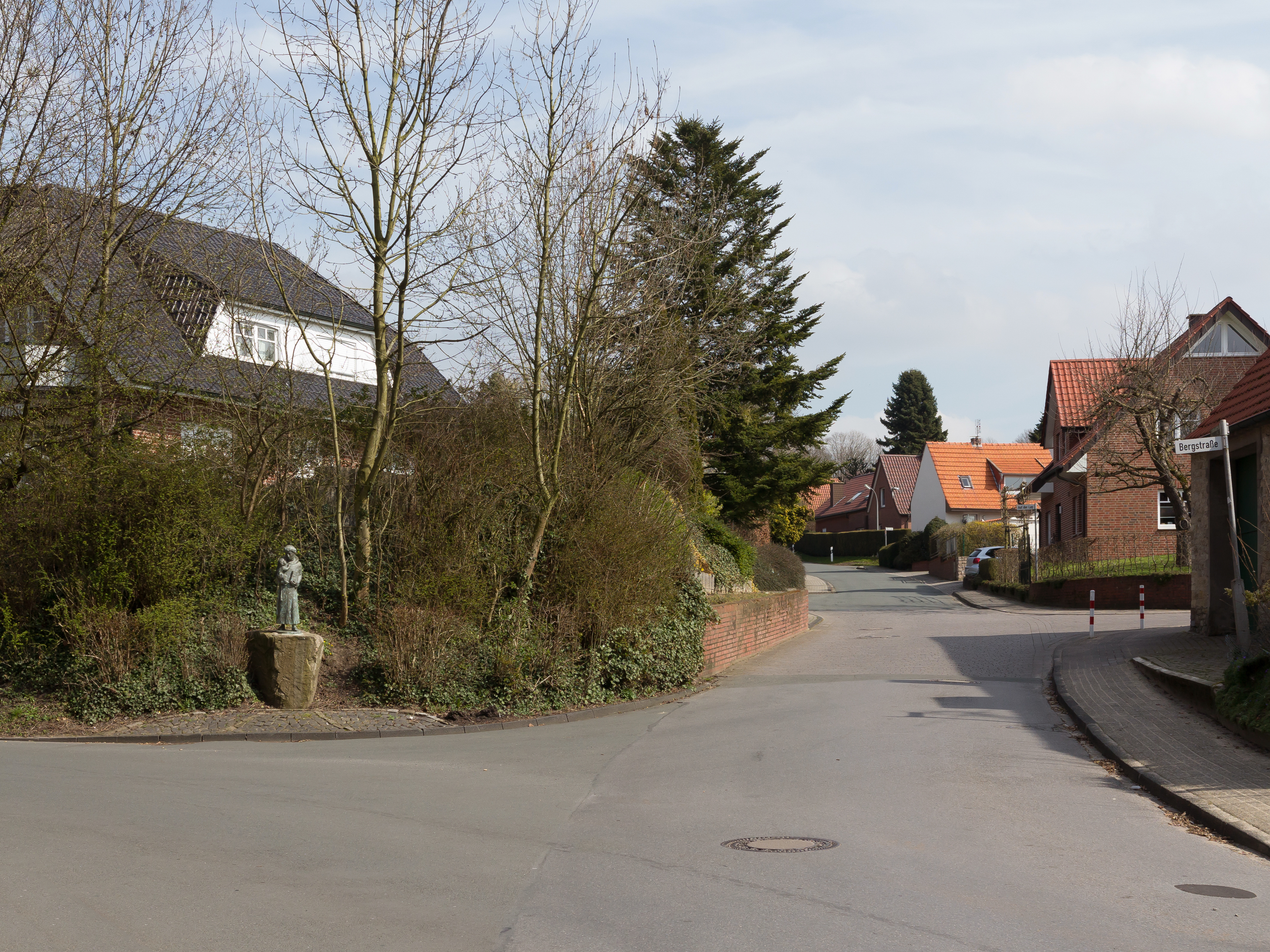
Schöppingen, vue dans la rue: die Bergstrasse avec une sculpture
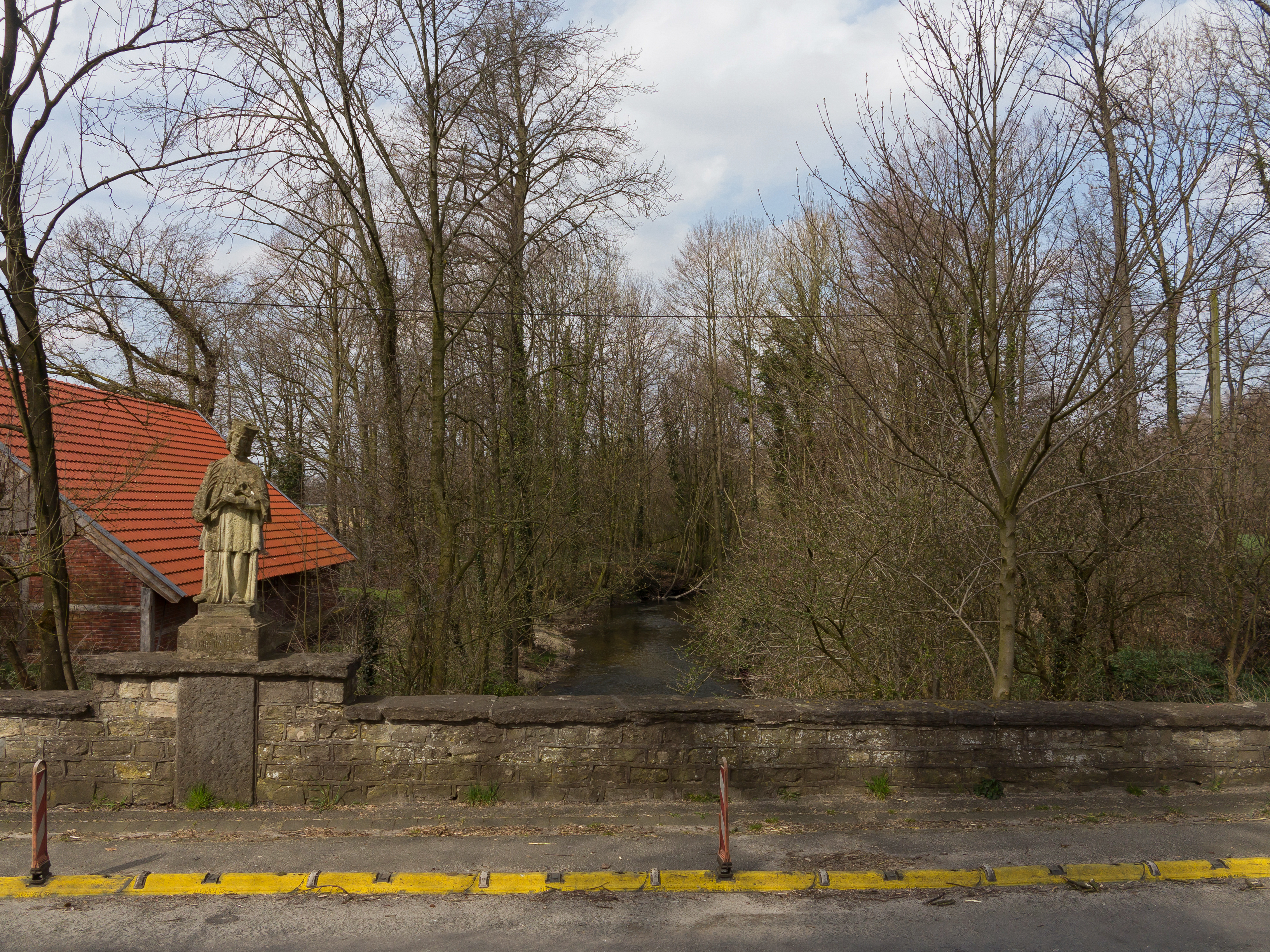
entre Schöppingen et Heek, statue de Sankt Johannes Nepomuk